# Marino Venturini
Marino Venturini (Città di San Marino, 23 marzo 1944 – Città di San Marino, 5 giugno 2019) è stato un politico sammarinese.

## Biografia
Nato il 23 marzo 1944 a Città di San Marino, Venturini è stato capitano reggente per ben quattro volte: dal 1 aprile 1976 al 1 ottobre dello stesso anno insieme a Clelio Galassi, successivamente dal 1 aprile 1982 al 1 ottobre dello stesso anno con l'antifascista e partigiano Giuseppe Maiani, in seguito dall'aprile 1986 all'ottobre dello stesso anno insieme al collega Ariosto Maiani, e infine dall'ottobre 1995 all'aprile dell'anno successivo con Piere Natalino Mularoni.
Durante il suo secondo mandato, accolse insieme al contitolare Giuseppe Maiani papa Giovanni Paolo II, il quale si era recato San Marino in occasione di un viaggio apostolico.
Marino Venturini è venuto a mancare il 5 giugno 2019 mentre era ricoverato presso l'ospedale statale di San Marino all'età di 75 anni.